# اشلیی برنان
اشلیی برنان (به انگلیسی: Ashleigh Brennan) ژیمناست زادهٔ ۱۸ ژانویهٔ ۱۹۹۱ میلادی اهل کشور استرالیا است.